# NGC 4800
NGC 4800 је спирална галаксија у сазвежђу Ловачки пси која се налази на NGC листи објеката дубоког неба.
Деклинација објекта је + 46° 31' 53" а ректасцензија 12h 54m 37,8s. Привидна величина (магнитуда) објекта NGC 4800 износи 11,6 а фотографска магнитуда 12,4. Налази се на удаљености од 22,500 милиона парсека од Сунца. NGC 4800 је још познат и под ознакама UGC 8035, MCG 8-24-4, CGCG 245-5, ARAK 393, IRAS 12523+4648, PGC 43931.